# Epischura lacustris
Epischura lacustris is een eenoogkreeftjessoort uit de familie van de Temoridae. De wetenschappelijke naam van de soort is voor het eerst geldig gepubliceerd in 1882 door Forbes S.A..